# Аргунов, Абубекир Дадимович
Абубекир Дадимович Аргунов — советский хозяйственный, государственный и политический деятель, Герой Социалистического Труда.

## Биография
Родился 12 мая 1916 года в ауле Зеюко. Член ВКП(б) с 1945 года.
С 1931 года — на хозяйственной, общественной и политической работе. В 1931—1988 гг. — колхозник, заведующий молочно-товарной фермой колхоза «Черкес-Плыж», в Советской Армии, участник Великой Отечественной войны, председатель колхоза имени Сталина/«Путь Ильича» в ауле Кош-Хабль Хабезского района Черкесской/Карачаево-Черкесской автономной области Ставропольского края.
Указом Президиума Верховного Совета СССР от 23 июня 1966 года присвоено звание Героя Социалистического Труда с вручением ордена Ленина и золотой медали «Серп и Молот».
Избирался депутатом Верховного Совета СССР 5-го и 8-го созывов.
Умер в 1999 году.